# Les Deux Alpes
Les Deux Alpes (franskt uttal: [le døz‿alp]) är en skidort i de franska alperna, belägen på en höjd av 1 600 meter över havet cirka fem mil syd-ost om Grenoble och två mil nord-väst om Briançon.
Byn Les Deux Alpes var fram till 2017 delad mellan två franska kommuner, Venosc och Mont-de-Lans, men de slogs vid årsskiftet 2016-2017 ihop till en commune nouvelle som heter just Les Deux Alpes.
Skidåkningen i Les Deux Alpes är varierad och passar såväl nybörjare som avancerad åkare. Orten är känd för sina ”Snow Parks” och för sin sommarskidåkning, som sker på en glaciär på 3 600 meters höjd.
Från skidområdet i Les Deux Alpes kan man lätt ta sig över till ett av Alpernas mest berömda off-pist-områden: La Grave.